# Impatiens teneriflora
Impatiens teneriflora är en balsaminväxtart som beskrevs av Joseph Dalton Hooker. Impatiens teneriflora ingår i släktet balsaminer, och familjen balsaminväxter. Inga underarter finns listade i Catalogue of Life.